# 井上ジョー
井上 ジョー（いのうえ ジョー、Joe Inoue、1985年8月30日 - ）は、アメリカ出身の歌手、作詞家、作曲家、編曲家、サウンドエンジニア、音楽プロデューサー、YouTuber。TENGUBOY（テングボーイ）名義でも活動している。

## 人物
カリフォルニアのロサンゼルスで生まれ育った日系アメリカ人であり、英語や日本語を話す。ポルトガル語、中国語、スペイン語タガログ語、フランス語、ルーマニア語などを勉強している。英語ができる日本人と間違われることがあるが、正しくは日本語ができるアメリカ人である。
ノリで渡米した日本人の両親の元に生まれた。言語に関しては、デビュー当時数々のインタビューで両親と喋る際には日本語、弟と喋る際には英語を使うと答えている。日本を拠点に活動していた頃には、既にアメリカ人であると気付かれないほど流暢な日本語を話すことができた。（但し、読み書きは苦手で殆どの漢字の読み方はYouTubeの生配信でリスナーに教わっている。また、訪れた場所の読み方などは知っている）
ボーカルは勿論、ギター、ドラム、ベース、ピアノ、ウクレレ、シンセサイザーを演奏することもでき、楽曲制作を全て自身で手掛けている。作詞、作曲、演奏、レコーディング、ミキシング、編曲を自身で担当しており、他のアーティストへの楽曲提供、他のアーティストの楽曲のミキシングや編曲、海外アーティストの楽曲の歌詞の和訳や日本のアーティストへの英語指導も行っている。
2016年11月から2018年7月にシングル1枚、アルバム枚をリリース。楽曲の言語としては、英語、日本語、ポルトガル語の他、＜中国語、スペイン語、ルーマニア語、タガログ語、ビルマ語（ミャンマー語）、イタリア語、ノルウェー語、インドネシア語、ドイツ語、ギリシャ語、オランダ語、スウェーデン語、フィンランド語、トルコ語、デンマーク語、フランス語、ハンガリー語、ポーランド語＞がある。但し＜＞内の言語は簡単なフレーズを取り入れているのみで話せる訳ではない。南米、アメリカ本土、ハワイ、ヨーロッパ、アジアなどで、通訳を通さずにライブやファンミーティングを行っており、世界各地に滞在しながら活動している。
ミュージシャンからYouTuberに転向したと誤解される事も多いが、日本メジャーデビュー時には既にSNS等への動画投稿を行っており、YouTubeが設立当初から活動している古参動画投稿者と言える。

## 経歴
2007年
- 9月19日、1stミニアルバム『IN A WAY』でデビュー。

2008年
- 7月 - 9月、スペースシャワーTVにてポッキーのアーティストコラボレーションCM起用[12]。
- 10月2日 - 2009年3月26日、2ndシングル「CLOSER」がテレビ東京『NARUTO -ナルト- 疾風伝』のオープニングテーマとなる。

2009年
- 10月30日 - 11月1日に行われた『MINAMI WHEEL 2009』で、カリフォルニアでの同級生である矢沢洋子と再会し、それ以来親交を深めている[13][14]。

2010年
- 「風のごとく」が『よりぬき銀魂さん』『ビーバップ!ハイヒール』で起用。
- 10月 - 11月、NHK『みんなのうた』で「ハロハログッバイ」が放送される（その後2017年2・3月期にも再放送）。

2012年
- 9月14日、所属事務所のキューンミュージック設立20周年記念イベント「キューン20 イヤーズ＆デイズ」でL'Arc〜en〜Cielのtetsuya、ピコと共演し、アンコールではL'Arc〜en〜Cielの「READY STEADY GO」を3者でセッション。

2013年
- 関ジャニ∞（現：SUPER EIGHT）へ「レスキューレスキュー」を楽曲提供。
- 「TENGUBOY」としての活動を開始。

2014年
- 「ディズニー・ロックス!!!ガールズ・パワー!」ディズニーのコンピレーションアルバムにてプロデュース参加。

2015年
- 1月8日から3月26日の間、再びテレビ東京『NARUTO -ナルト- 疾風伝』にて、自らが作詞作曲を担当したダイアナ・ガーネットの「Spinning World」がエンディングテーマとして起用される。なお、2008年にオープニングテーマとして起用されていた自らの楽曲である2ndシングル「CLOSER」も、同じ3月26日まで起用されていた。

2016年
- 私立恵比寿中学に「CHAN-CHARA-CHAN」を楽曲提供。「Joe Inoue」名義でシングル1枚、アルバム2枚配信。

2017年
- 10ヶ国語が使われたアルバム『Polyglot Musix #1』(Joe Inoue)を配信。
- 日本語⇔英語の勉強にもなるアルバム『Benkyo Tunes (Learn Japanese / English)』(Joe Inoue)を配信。
- ネイティブが音楽と漫談で教える英語発音アルバム(Live配信で質問が多かった英語の発音レッスン)「Hats On Tunes」(Joe Inoue)を配信。
- アルバム『Joepop #3』(Joe Inoue)を配信。
- VALSへ2曲提供。
- Patreonにて「Joe Inoue is creating Music(日本語、英語などに対応した音楽LIVE)」「井上ジョーの英会話レッスン配信 is creating English Lessons(日本語話者向け英語レッスン)」「Joe Inoue is creating The Best Japanese Lesson in the Galaxy PRO(英語話者向け日本語レッスン)」「Joe Inoue is creating A melhor aula de Japones da Galáxia（ポルトガル語話者向け日本語レッスン）」が開始。
- あゆみくりかまきへ作詞提供した「反抗声明」が『銀魂 ポロリ篇』でエンディング曲に起用される。

2018年
- アルバム『Farmland』(Joe Inoue)を配信。
- アルバム『Wet and Dry』(Joe Inoue)を配信。

2019年
- アルバム『Hats On!』(Joe Inoue)を配信。
- ミニアルバム『Vlog Songs』(Joe Inoue)を配信。

2020年
- ミニアルバム『Vintage Collection』(Joe Inoue)を配信。
- EP『The Wish That Never Came True』 (Joe Inoue)を配信。
- シングルを6曲配信。

2021年
- EP『Toriaezu EP』(Joe Inoue)を配信。
- EP『Be With You EP』(Joe Inoue)を配信。
- シングル15曲を配信。

2022年
- シングル6曲を配信。

2023年
- 自身のYouTube動画にて、うつ病であることを公表[15]。

## ディスコグラフィ

### Joe Inoue

#### シングル
| No. | タイトル                                             | 配信日         | 収録曲                                                  | 形態                                |
| --- | ---------------------------------------------------- | -------------- | ------------------------------------------------------- | ----------------------------------- |
| 1   | Om Telolet Om                                        | 2016年12月22日 | 1. Om Telolet Om                                        | CD Baby iTunes                      |
| 2   | Way Back Home                                        | 2020年6月6日   | 1. Way Back Home                                        | CD Baby                             |
| 3   | Triangle                                             | 2020年6月6日   | 1. Triangle                                             | CD Baby                             |
| 4   | Take My Hand                                         | 2020年6月6日   | 1. Take My Hand                                         | CD Baby                             |
| 5   | Dancing Away                                         | 2020年6月8日   | 1. Dancing Away                                         | CD Baby                             |
| 6   | Kizz                                                 | 2020年7月3日   | 1. Kizz                                                 | CD Baby                             |
| 7   | Hijiki Lounge                                        | 2020年7月3日   | 1. Hijiki Lounge                                        | CD Baby                             |
| 8   | Kyoto (Vuvuzuke Dosue)                               | 2021年3月12日  | 1. Kyoto (Vuvuzuke Dosue)                               | CD Baby LINE Music Spotify          |
| 9   | Kafoon                                               | 2021年3月24日  | 1. Kafoon                                               | CD Baby LINE Music Spotify          |
| 10  | Onigili Burger                                       | 2021年4月10日  | 1. Onigili Burger                                       | CD Baby LINE Music Spotify          |
| 11  | American Double Standard(Shinda Fruits No Soushiki)  | 2021年4月16日  | 1. American Double Standard(Shinda Fruits No Soushiki)  | CD Baby LINE Music Spotify          |
| 12  | Wankoro Boo                                          | 2021年4月21日  | 1. Wankoro Boo                                          | CD Baby LINE Music Spotify          |
| 13  | Fukuoka                                              | 2021年7月28日  | 1. Fukuoka                                              | CD Baby LINE Music Spotify          |
| 14  | Salud Monkey                                         | 2021年9月21日  | 1. Salud Monkey                                         | CD Baby LINE Music Spotify Bandcamp |
| 15  | Vitamin D (Hey You)                                  | 2021年9月28日  | 1. Vitamin D (Hey You)                                  | LINE Music Spotify Bandcamp         |
| 16  | Be with You                                          | 2021年10月27日 | 1. Be with You                                          | LINE Music Spotify                  |
| 17  | It Goes On                                           | 2021年12月11日 | 1. It Goes On                                           | Bandcamp LINE Music Spotify         |
| 18  | Virgin (At Heart)                                    | 2021年12月14日 | 1. Virgin (At Heart)                                    | Bandcamp LINE Music Spotify         |
| 19  | The Best Version of Me                               | 2021年12月15日 | 1. The Best Version of Me                               | Bandcamp                            |
| 20  | Komari Mayuge                                        | 2021年12月19日 | 1. Komari Mayuge                                        | Bandcamp                            |
| 21  | Calendar                                             | 2021年12月25日 | 1. Calendar                                             | Bandcamp                            |
| 22  | Bada Boom, Bada Bing                                 | 2021年12月31日 | 1. Bada Boom, Bada Bing                                 | Bandcamp                            |
| 23  | Stars                                                | 2022年3月13日  | 1. Stars                                                | Bandcamp                            |
| 24  | Baby Maybe (We Are Crazy)                            | 2022年8月6日   | 1. Baby Maybe (We Are Crazy)                            | Bandcamp                            |
| 25  | Ocean Wave                                           | 2022年8月10日  | 1. Ocean Wave                                           | Bandcamp                            |
| 26  | It Goes On (Remix) feat. Mizzy Licias                | 2022年8月      | 1. It Goes On (Remix) feat. Mizzy Licias                | Bandcamp                            |
| 27  | Time Over                                            | 2022年10月5日  | 1. Time Over                                            | Bandcamp                            |
| 28  | Passionate Kiss                                      | 2022年10月31日 | 1. Passionate Kiss                                      | Bandcamp                            |
| 29  | Tähtikirkkaat Silmät (Starry Eyes) ~Single Remaster~ | 2023年1月20日  | 1. Tähtikirkkaat Silmät (Starry Eyes) ~Single Remaster~ | Bandcamp                            |
| 30  | Seesaw                                               | 2023年1月21日  | 1. Seesaw                                               | Bandcamp                            |
| 31  | Stairs in Japa-knees                                 | 2023年12月26日 | 1. Stairs in Japa-knees                                 | Bandcamp                            |

#### ミニアルバム
EP

### Ki/oon Music

#### ミニアルバム
配信シングル
- VERY BIG X'MAS　（2009年11月25日）

### TENGUBOY
※いずれも配信限定曲（カッコ内は配信開始日）
- SHOCKMAN（2013年9月19日）
- WE'VE BEEN（2013年9月19日）
- ODORANKA!（2013年10月9日）
- ＃OPPAI（2013年10月9日）
- BBAの知恵袋（2013年11月22日）
- PIKO PIKO ROCK（2013年11月22日）
- NATTO(Short ver.)（2014年3月20日 MV配信）
- 煩悩BOZE（2014年5月21日）
- ごっつぁんDEATH!!!（2014年11月04日 MV配信）

## 楽曲提供
矢沢洋子
- アドレナリン（作曲）

TOTALFAT
- World of Glory with JOE INOUE（作詞/MV監督編集）
- Don't Cry!! with JOE INOUE（作詞Shun/JOE INOUE）

あゆみくりかまき
- ジェットクマスター（作詞） tvk 「saku saku」ED
- 真相はどうでもいい（作詞）
- 禅進GOOD!!!（作詞）
- What's my name?（作詞）
- WAR CRY（作詞）
- 自分革命（作詞）
- 心友フォーエヴァー（作詞TENGUBOY/Miss Monday）
- 鮭鮭鮭（作詞） ドラマ びったれ!!! 主題歌
- KILLLA TUNE（作詞）
- 反抗声明（作詞） 銀魂 ポロリ篇 ED
- Amagami Days（作詞作曲）

陸奥守JAPAN
- 陸奥守JAPANのテーマ feat.TENGUBOY（作詞作曲）

hy4_4yh
- Micey Mouse March（ディズニーコンピアルバムにてプロデュース参加、アレンジ演奏ミックス等）

ダイアナ・ガーネット
- Spinning World（作詞作曲/MV 監督 編集） NARUTO -ナルト- 疾風伝 ED 32
- 雑煮GLORY（作詞作曲）
- DIANA ANTHEM（作詞作曲）
- 難解！ミステリー（作詞作曲） 探偵チームKZ事件ノート 主題歌
- 冷BO暖BO（作詞作曲）

関ジャニ∞
- レスキューレスキュー（作詞作曲）

私立恵比寿中学
- CHAN-CHARA-CHAN（作詞作曲）

VALS（マオプロデュース）
- Breakthrough（作曲）
- 消滅彼女（作曲）
- Be As You Are（作曲）

## 出演

### テレビ番組
- 井上ジョーのJJTV（MUSIC ON! TV、2009年4月 - 6月）
- J-MELO（NHKワールドTV、2010年7月 - 2012年6月）- ステージ、リポート等

### ラジオ番組
- SURF&CARAVAN（J-WAVE、2013年10月5日 - 2015年3月28日）- ナビゲーター
- JOE24（NACK5）- ナビゲーター